# Haga, Karlstad
Haga är en central stadsdel i staden Karlstad. Den avgränsas av pråmkanalen i väster, Klarälven norrut, samt järnvägen och Hagaleden. Haga består till stor del av höghus med butiker och restauranger i bottenplanet och lägenheter i våningarna ovan. Bland de verksamheter som finns i Haga kan nämnas en ICA-butik och Karlstad CCC som stod färdigt efter ombyggnation i januari 2011.  I Haga bodde det vid årsskiftet 2011/2012 1 707 personer.